# Laura Izibor

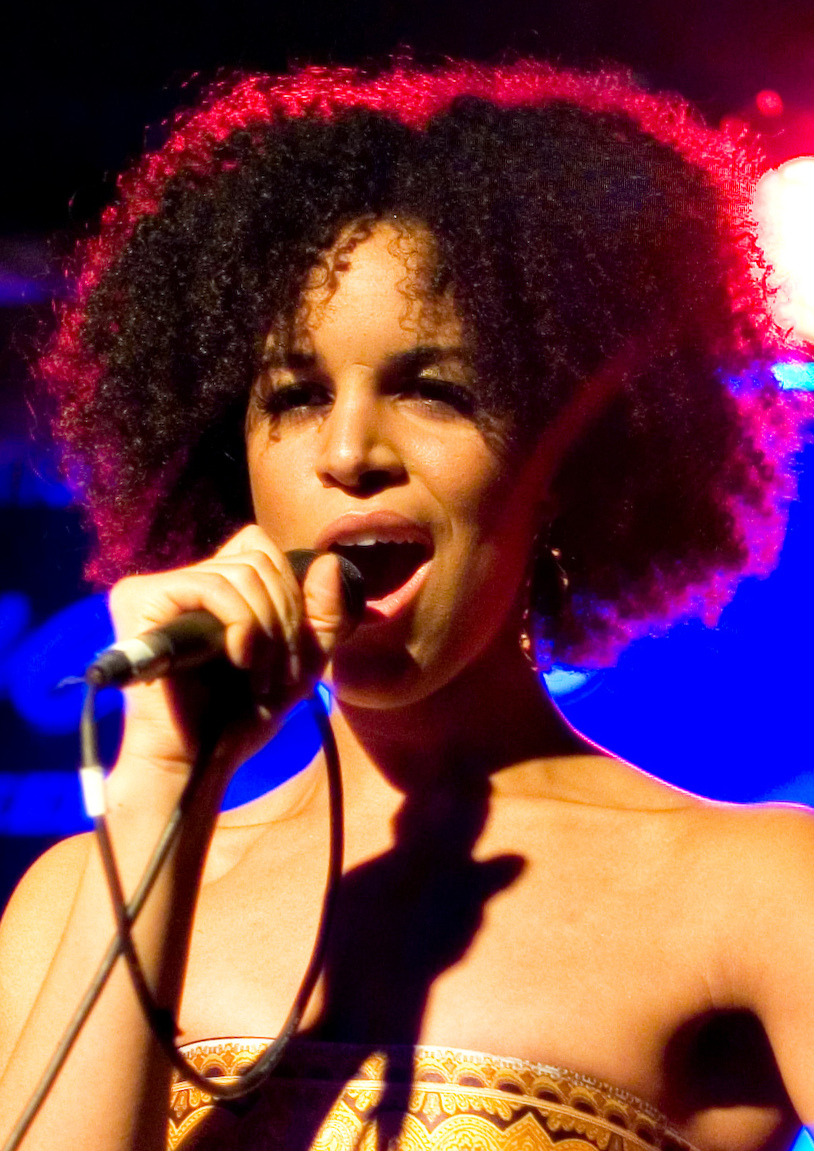
Laura Izibor (2008)

Laura Izibor (* 13. Mai 1987 in Dublin, Irland) ist eine irische Soul-Sängerin und Songwriterin.
Im Alter von 15 Jahren gewann sie den „2FM Song Contest“ in Irland. Einem breiteren Publikum wurde sie durch ihre Single Shine bekannt, in der sie sich, wie in den meisten ihrer Songs, selbst auf dem Piano begleitet. 2009 veröffentlichte sie ihr Debütalbum Let the Truth Be Told.
2011 erhielt sie eine Nebenrolle in der US-Serie One Tree Hill, in der sie die irische Künstlerin Erin Macree spielte.